# بيتي إدموندسون
بيتي إدموندسون (بالإنجليزية: Beattie Edmondson)‏ هي ممثلة بريطانية، ولدت في 19 يونيو 1987.

## وصلات خارجية
- بيتي إدموندسون على موقع IMDb (الإنجليزية)
- بيتي إدموندسون على موقع قاعدة بيانات الفيلم (الإنجليزية)